# Yidalpta auragalis
Yidalpta auragalis är en fjärilsart som beskrevs av Achille Guenée 1854. Yidalpta auragalis ingår i släktet Yidalpta och familjen nattflyn. Inga underarter finns listade i Catalogue of Life.